# Bert (Allier)
Bert é uma comuna francesa na região administrativa de Auvérnia-Ródano-Alpes, no departamento Allier. Estende-se por uma área de 24,23 km². Em 2010 a comuna tinha 246 habitantes (densidade: 10,2 hab./km²).